# Discografia della Rise Above Records
Elenco completo delle pubblicazioni della Rise Above Records.

## Elenco

### Pubblicazioni come Rise Above
- RISE 001 - Napalm Death Live - 7" EP (vinyl only)
- RISE 002 - S.O.B. Thrash Night - 7" EP (solo in vinile)
- RISE 003 - Long Cold Stare - Tired Eyes LP (solo in vinile)
- RISE 004 - S.O.B. - What's the Truth LP/MC/CD
- RISE 005 - Various Artists - Dark Passages LP/MC/CD
- RISE 006 - Revelation - Salvations Answer LP/MC/CD
- RISE 007 - Penance - The Road Less Travelled LP/MC/CD
- RISE 008 - Cathedral - In Memorium CD/Maxi EP (solo in vinile limitato viola)
- RISE 009 - Electric Wizard - Electric Wizard CD/LP (solo in vinile limitato verde)
- RISE 010 - Mourn - Mourn CD
- RISE 011 - Electric Wizard/Our Haunted Kingdom split 7"
- RISE 012 - Various Artists - Dark Passages II - CD
- CDRISE 13 - Various Artists - Magick Rock vol. 1 CD
- CDRISE 14 - Electric Wizard - Come My Fanatics... CD
- CDRISE 15 - Orange Goblin - Frequencies from Planet Ten CD
- CDRISE 16 - Naevus - Sun Meditation CD
- CDRISE 17 - sHEAVY - The Electric Sleep CD
- CDRISE 18 - Orange Goblin - Time Travelling Blues CD
- CDRISE 19 - Sleep - Jerusalem CD
- CDRISE 20 - Electric Wizard - Come My Fanatics.../Electric Wizard 2xCD
- CDRISE 21 - Cathedral - In Memoriam CD
- CDRISE 22 - Goatsnake - Goatsnake Vol. 1 CD
- CDRISE 23 - Hangnail - Ten Days Before Summer CD
- CDRISE 24 - Sally - Sally CD
- CDRISE 25 - Orange Goblin - The Big Black CD/LP
- CDRISE 26 - sHEAVY - Celestial Hi-Fi CD
- CDRISE 27 - Electric Wizard - Dopethrone CD
- CDRISE 28 - Shallow - 16 Sunsets in 24 Hours CD
- CDRISE 29 - Sunn O))) ØØ Void CD
- CDRISE 30 - Goatsnake - Flower of Disease CD
- CDRISE 31 - Firebird - Firebird CD
- RISECD 32 - Hangnail - Clouds in the Head CD
- RISECD 33 - Sea of Green - Time to Fly CD
- RISECD 34 - Grand Magus - Grand Magus CD
- RISECD 35 - The Last Drop - Where Were You Living One Year from Now? CD
- RISECD/LP 36 - Electric Wizard - Let Us Prey CD/LP
- RISECD 37 - Orange Goblin - Coup de Grace (CD)
- RISECD 38 - Orange Goblin - Time Travelling Blues/Frequencies from Planet Ten 2xCD
- RISECD 39 - sHEAVY - Synchronized CD
- RISECD 40 - ???
- RISECD 41 - Teeth of Lions Rule the Divine - Rampton CD
- RISECD 42 - Bottom - Feels So Good When You're Gone CD
- RISECD 43 - Sally - C-Earth CD
- RISECD/LP 44 - Grand Magus - Monument Cd/LP (blue vinyl, gatefold sleeve)
- RISECD/LP 45 - Unearthly Trance - Season of Séance, Science of Silence CD/2 LP (500 copie, vinile nero, gatefold deluxe)
- RISECD/LP 46 - Orange Goblin - Thieving from the House of God Cd/LP (1000 copie, vinile arancio, gatefold deluxe)
- RISECD/LP 47 - Witchcraft - Witchcraft CD/LP/PicDisc
- RISECD/LP 48 - Electric Wizard - We Live CD/2 LP (1000 copie, vinile viola)
- RISECD 49 - Pod People - Doom Saloon CD
- RISECD 50 - ???
- RISE7 51 - Orange Goblin - Some You Win, Some You Lose 7"
- RISECD/LP 52 - Electric Wizard - Dopethrone re-issue CD/2 LP (1000 vinili bianchi, 500 vinili neri. Seconda stampa: 50 seta viola, 100 ambra trasparente, 100 trasparenti, 550 neri)
- RISECD 53 - Orange Goblin - The Big Black CD ristampa
- RISEMCD/MLP 54 - Capricorns - Capricorns CD/LP
- RISECD/LP 55 - Unearthly Trance - In the Red CD/LP (vinile rosso sangue)
- RISEMLP 56 - Thy Grief Eternal - On Blackened Wings 10" (500 vinili neri, 500 vinili argento)
- RISEMLP 57 - Eternal - Lucifer's Children 10" (500 vinili trasparenti, 500 vinili neri)
- RISECD 58 - sHEAVY - Republic? CD
- RISECD 59 - Debris Inc. - Debris Inc. CD
- RISECD/LP 60 - Grand Magus - Wolf's Return CD/LP (500 vinili neri, 500 vinili argento)
- RISECD 61 - ???
- RISECD/LP 62 - Witchcraft - Firewood CD/LP (gatefold deluxe, 500 vinili oro, 500 vinili neri)
- RISECD/LP 63 - Circulus - The Lick on the Tip of an Envelope Yet to Be Sent CD/LP (1000 vinili neri, 500 vinili a cerchi, 100 vinili trasparenti)
- RISE7 64 - Circulus/Witchcraft split 7" (500 copie)
- RISE7/MCD 65 - Circulus - Swallow Cd single/7" (bright green and yellow)
- RISECD/LP 66 - Taint - The Ruin of Nova Roma CD/2 LP
- RISECD 67 - Capricorns - Ruder Forms Survive CD
- RISE7 68 - Leaf Hound - "Freelance Fiend" 7"
- RISECD 69 - Grand Magus - Grand Magus (2006 re-issue w/ bonus tracks) CD
- RISECD 70 - Electric Wizard - Pre-Electric Wizard 1989-1994 CD
- RISECD/LP 71 - Electric Wizard - Electric Wizard (re-master) digiCD/LP w/bonus 7" (500 vinili neri, 500 vinili azzurro ghiaccio, 500 vinili verde fosforescente)
- RISECD/LP 72 - Electric Wizard - Come My Fanatics... (re-master) digiCD/2 LP w/bonus 7" (400 vinili viola con brillantini, 100 vinili viola con brillantini e un 7" colorati, 500 vinili rosso scuro, 500 vinili neri)
- RISECD 73 - Electric Wizard - Dopethrone (re-master) digiCD
- RISECD 74 - Electric Wizard - Let Us Prey (re-master) digiCD/2xLP (100 vinili trasparenti, 500 vinili rosso scuro, 500 vinili neri)
- RISECD 75 - Electric Wizard - We Live (re-master) digiCD
- RISECD 76 - ???
- RISECD 77 - ???
- RISECD 78 - ???
- RISECD 79 - ???
- RISECD 80 - ???
- RISECD/LP 81 - Firebird - Hot Wings
- RISECD/LP 82 -  Mourn - Mourn CD/LP (100 vinili trasparenti, 200 vinili verde foglia, 400 vinili neri)
- RISECD 83 - Litmus - Planetfall CD
- RISE7 84 - Burning Saviours - "The Giant" 7" (100 vinili trasparenti 400 vinili neri)
- RISECD 85 - ???
- RISE7 86 - Gentlemans Pistols - "The Lady" 7" (100 vinili trasparenti, 400 vinili neri)
- RISE7 87 - Witchcraft - "If Crimson Was Your Colour" 7" (225 vinili neri, 225 vinili trasparenti)
- RISEMCD/MLP 88 - Winters - High As Satellites CD/LP (vinili neri, vinili blu)
- RISECD 89 - Teeth of Lions Rule the Divine - Rampton edizione deluxe
- RISECD 90 - ???
- RISECD 91 - ???
- RISEMCD/MLP 92 - Chrome Hoof - Beyond Zade
- RISECD/LP 93 - Circulus - Clocks Are Like People digiCD/LP (500 vinili bianchi con 7" bonus, 700 vinili bianchi, 500 vinili neri)
- RISE7/CD 94 - Circulus - Song of Our Despair CD single/7" (vinili neri, vinili trasparenti, vinili viola)
- RISE7 95 - Moss/Monarch - split 7" (50 vinili bianchi, 100 vinili trasparenti, 400 vinili neri)
- RISECD 96 - Winters - Black Clouds in Twin Galaxies CD
- RISECD 97 - ???
- RISECD/LP 98 - Gentlemans Pistols - Gentlemans Pistols CD/LP (100 vinili trasparenti, 200 vinili gialli, 200 vinili neri)
- RISELP 99 - Miasma & The Carousel of Headless Horses - Perils
- RISECD/LP 100 - Electric Wizard - Witchcult Today CD/LP (100 vinili viola, 200 vinili neri con brillantini, 200 vinili verdi)
- RISE7 101 - Diagonal - Heavy Language 7" (500 vinili neri con brillantini)
- RISECD 102 - ???
- RISECD/LP 103 - Witchcraft - The Alchemist CD/LP (25 vinili ultra bianchi, 100 vinili trasparenti, 500 vinili magnolia, 400 vinili neri con brillantini, 500 vinili neri)
- RISECD/LP 104 - Taint - Secrets and Lies CD
- RISE10 107 - Atavist - Alchemic Resurrection 10"
- RISELP 108 - Moss - Sub Templum 2 LP
- RISECD/LP 109 - Blood Ceremony - Blood Ceremony CD/LP (300 vinili rossoneri con 7" bonus, 300 vinili viola, 300 vinili neri)
- RISECD/LP 112 - Serpent Cult - Weight of Light CD/LP (300 vinili argento, 300 vinili bianconeri spruzzati, 300 vinili neri)
- RISECD/LP 113 - Grand Magus - Iron Will CD/LP (200 vinili trasparenti, 200 vinili bianchi, 300 vinili neri)
- RISE7 114 - Crowning Glory/Gates of Slumber split 7" (vinili neri, vinili verdi, vinili bianchi)
- RISECD 115 - Capricorns - River Bear Your Bones CD
- RISE12/116 - Electric Wizard/Reverend Bizarre - split 12" EP (350 vinili rosso sangue, 500 vinili viola, 500 vinili trasparenti, 500 vinili argento, 500 vinili neri)

### Pubblicazioni come Rise Above Relics
- RAR7 001 - Luv Machine - "Witches Wand" 7"
- RARCD/LP 001 - Luv Machine - Turns You On! CD/LP (500 vinili neri, 400 vinili ciliegia, 100 vinili trasparenti)
- RARCD/LP 002 - Possessed - Exploration CD/LP